# Lessines
Lessines (in olandese Lessen, in vallone Lissene) è un comune belga di 18 025 abitanti, situato nella provincia vallona dell'Hainaut. 
Vi nacquero il celebre pittore surrealista René Magritte e lo scrittore situazionista Raoul Vaneigem.